# Tatort: Geld oder Leben
Geld oder Leben ist ein Fernsehfilm aus der Kriminalreihe Tatort der ARD und des ORF. Der Film wurde vom SFB produziert und am 7. September 1997 erstmals ausgestrahlt. Es handelt sich um den siebten Fall des Ermittler-Duos Roiter und Zorowski und die 368. Tatort-Folge. Roiter und Zorowski müssen einen Banküberfall und zwei Morde im Zusammenhang damit klären.

## Handlung
Die Bankfiliale, in der auch Zorowski seine Bankgeschäfte tätigt, wird von der maskierten Teilzeitangestellten Schneider und ihrem Freund Sven Kalster während der Geldlieferung durch eine Sicherheitsfirma überfallen. Dem unauffälligen Kassierer Schubart gelingt es unbemerkt, die gerade angelieferten Geldkoffer gegen leere auszutauschen, Schneider und Kalster können unerkannt mit den vermeintlich gefüllten Geldkoffern entkommen. Während des Überfalls erschießt Kalster einen der beiden Geldboten. Roiter und Zorowski beginnen am Tatort mit ihren Ermittlungen, die Zeugenbefragungen ergeben jedoch keine brauchbaren Hinweise. Schubart, der sich Roiter und Zorowski gegenüber schockiert über den Überfall zeigt, verlässt abends triumphierend die Bank mit dem unterschlagenen Geld. Später klingelt es an seiner Tür, als er öffnet, dringt Kalster in seiner Wohnung ein und fordert unter Waffengewalt die Herausgabe der Beute. Als Kalster auf Schubart losgehen will, springt dieser zur Seite, so dass Kalster hochkant aus dem Fenster fällt und tödlich stürzt. Schubart entsorgt die Leiche Kalsters in die in unmittelbarer Nähe gelegene Spree und nimmt dessen Waffe an sich. Bereits am nächsten Morgen wird die Leiche Kalsters an anderer Stelle in der Spree gefunden.
Am nächsten Morgen bekommt Schubart für sein vorbildliches Verhalten während des Überfalls vom Direktor und den Kollegen der Bank Theaterkarten geschenkt, Roiter und Zorowski werden derweil zum Fundort der Leiche gerufen. Der Gerichtsmediziner stellt einen Genickbruch fest, bevor der Tote ins Wasser kam. Bankdirektor Steinhoff macht Schubart gegenüber derweil Andeutungen, dass dieser einen „Fehler“ in den nächsten zwei Tagen wieder gutmachen könne. Fräulein Schneider macht unterdessen Schubart Avancen und wird so seine Begleitung ins Theater am Abend. Roiter, der zufällig die gleiche Theatervorstellung besucht, trifft beim Herausgehen das ungleiche Paar. Schneider sagt Roiter gegenüber aus, dass sie wenige Minuten vor dem Überfall Feierabend gemacht hätte, Roiter nimmt sich die beiden unbemerkt weiter unter die Lupe, verwundert nimmt er ihre Avancen dem unauffälligen Mann gegenüber zur Kenntnis. Schneider macht Schubart gegenüber beim gemeinsamen Abendessen Andeutungen über dessen Unterschlagung, er macht ebenfalls Andeutungen, dass er von ihrer Beteiligung am Überfall weiß. Schneider geht mit zu Schubart nach Hause, in dessen Wohnung lässt sie unbemerkt die Sonnenbrille von Kalster verschwinden, die noch auf dem Boden liegt. Roiter, der das frische Liebespaar von draußen beobachtet, findet die Sonnenbrille von Kalster, wirft sie jedoch weg. Kurz darauf erfährt er von Zorowski die Identität des Toten und dass dieser ebenfalls für die Sicherheitsfirma gearbeitet hat, die die Bank mit Geld beliefert hat. Auf einem Foto identifiziert Roiter die Sonnenbrille Kalsters, allerdings hat die Stadtreinigung diese entsorgt, bevor Roiter das Beweismittel sichern kann.
In der Wohnung Kalsters sieht alles danach aus, als ob der Bewohner verreisen wollte, im Bad findet Roiter ein Frauenparfüm, das er schon einmal gerochen hat. Roiter und Zorowski gehen in die Bank, Roiter konfrontiert im Beisein von Bankdirektor Steinhoff Fräulein Schneider mit seinem Verdacht und fragt sie, ob sie Sven Kalster kennt und eine Komplizin von ihm war, diese gibt zu, Kalster gekannt zu haben, behauptet aber, seit einem halben Jahr keinen Kontakt mehr zu ihm gehabt zu haben. Für die Nacht, in der Kalster starb, gibt ihr Schubart spontan ein Alibi. In der Pathologie erfährt Roiter, dass Kalster nicht durch Fremdeinwirkung, sondern durch einen Sturz starb, an seinem Körper wurden Reste eines Fensterrahmens gefunden. Steinhoff fordert derweil Schubart in einem Ultimatum auf, ihm reinen Wein einzuschenken. Schneider sei schon jetzt nicht mehr tragbar, Schubart solle es nicht zum Äußersten treiben. Schneider versichert Schubart ihr Interesse an ihm und dass sie unschuldig am Bankraub sei, Roiter und Zorowski halten die beiden unter Beobachtung, glauben aber mittlerweile an eine echte Liebesbeziehung, als sie die beiden turtelnd beobachten. Bei der Auswertung des Überfallvideos bemerken die Beamten, dass während des Überfalls die Geldkoffer von Schubart weggezogen und ausgetauscht wurden, Roiter vermutet daher, dass Schubart ein Mittäter gewesen ist und Schneider die zweite Räuberin war. Schubart geht nach einer weiteren Liebesnacht mit Schneider zu Steinhoff, dieser erklärt ihm, dass er die Angelegenheit mit dem Vorstand der Bank besprochen habe, er könne das Geld zurückgeben und dann würde man die Angelegenheit auf sich beruhen lassen.
Als Schubart nach Hause kommt, um das Geld zu holen und zur Bank zu bringen, trifft er in seiner Wohnung Roiter und Zorowski mit einem Haft- und einem Durchsuchungsbefehl an, diese teilen ihm mit, dass seine Wohnung bereits vorher aufgebrochen und durchsucht wurde. Roiter konfrontiert ihn mit seinem Verdacht bezüglich seiner Mittäterschaft im Bankraub und seiner Täterschaft beim Mord an Kalster. Er zeigt ihm, dass die Spuren an Kalsters Leiche von seiner Fensterbank und vom Ufergeländer vor seinem Haus stammen. In seinem Geldversteck steckt auch nicht mehr das Geld, sondern ein Erinnerungsstück von Fräulein Schneider, Schubart kann vor Zorowski fliehen. Durch einen Anruf Steinhoffs in Schubarts Wohnung erfährt Roiter zufällig von dem Deal der beiden Männer. Roiter weiß nun, dass Schubart kein Komplize Schneiders und Kalsters war, sondern zufällig in die Angelegenheit hineingeraten ist. Schubart eilt zu Steinhoff in die Bank und gesteht ihm, dass Schneider ihm das Geld geraubt hat. In diesem Moment ruft Schneider für ihn an, sie erklärt ihm, dass sie ihn liebt, aber die Strafverfolgung fürchtet, sie ist auf dem Weg zur Bank, fährt aber wieder weg, weil Roiter und Zorowski in die Bank hineingehen. Sie verabredet sich mit Schubart in einem Parkhaus in der Innenstadt, Steinhoff warnt Schubart, dass dies eine Falle sei, er werde sich an Schubarts Stelle mit ihr treffen, um das Geld wiederzubeschaffen.
Schubart erzählt auf deren Drängen Roiter und Zorowski vom Treffen im Parkhaus und seinen Deal mit Steinhoff, als Steinhoffs Sekretärin einwirft, die Versicherung habe das Geld längst erstattet, wird den Beamten sofort klar, dass Steinhoff das Geld unterschlagen will. Schubart erzählt schließlich den Beamten, wo das Parkhaus ist und dass Steinhoff eine Waffe mitgenommen hat. Während die Beamten mit Schubart zum Parkhaus eilen, wartet Schneider dort auf Schubart. Steinhoff taucht mit einer Waffe dort auf und verlangt die Herausgabe des Geldes, als Roiter und Zorowski eintreffen, schießt Steinhoff auf die Beamten und wird durch einen Streifschuss verletzt. Schneider nutzt die Gunst der Stunde, nimmt die Waffe Steinhoffs auf und diesen als Geisel. Die Beamten legen ihre Waffen nieder, auf Schneiders Aufforderung nimmt Schubart diese auf und flieht mit Schneider, Steinhoff lassen die beiden zurück. Roiter und Zorowski nehmen die Verfolgung auf, Schubart wirft die Waffen der Beamten und das Geld aus dem Auto, eine Touristengruppe rennt vor dem Wagen der Beamten auf die Straße, um sich die Scheine zu sichern, so dass das frisch verliebte Paar entkommen und sich ohne die Beute ins Ausland absetzen kann.

## Produktion
Der Tatort Geld oder Leben ist eine Produktion im Auftrag des SFB für Das Erste. Der Film wurde in Berlin gedreht. Bei seiner Erstausstrahlung am 7. September 1997 hatte Geld oder Leben 7,35 Millionen Zuschauer, was einem Marktanteil von 22,06 % entspricht.
Die zwölf Filme des SFB mit Winfried Glatzeder wurden nicht auf herkömmlichen Filmmaterial aufgezeichnet, sondern mit Hilfe von Betacam-Videokameras, was eine Videoclip-Ästhetik der Filme zur Folge hatte, die vielfach kritisiert wurde. Auch der 1995 vom SFB produzierte Polizeiruf 110: Sieben Tage Freiheit wurde in diesem Format aufgezeichnet und ebenfalls kritisiert.

## Kritik
TV Spielfilm beurteilte den Film mittelmäßig als „Zu wirre Story, um sie ernst zu nehmen“. Sie fanden, „‚Tatorte‘ mit Winfried Glatzeder waren noch nie der Hit. Dieser geht allenfalls als Persiflage durch.“